# Kristian Anderberg
Kristian Immanuel Anderberg, född 21 juni 1881 i Ängelholm, död 16 november 1955 i Klippan, var en skånsk målare, tecknare, grafiker och skulptör samt läroverksadjunkt vid Högre allmänna läroverket i Malmö. Han blev tidigast känd som etsare med autodidakt teknik. Som tecknare, oftast i blyerts, har han med särskild omsorg skildrat den äldre bebyggelsen i flera skånska städer, såsom Ängelholm, Simrishamn samt framförallt Malmö. Han var son till fattiggårdsföreståndaren Christian Anderberg och Ingrid Andersson.
Anderberg är representerad vid Nationalmuseum, Waldemarsudde, Malmö museum, Lunds universitets konstmuseum, Helsingborgs museum och Värmlands museum.

## Konststudier
Anderberg genomförde 1903–1904 universitetsstudier i målning och teckning för Axel Lindqvist i Lund. Senare kompletterade han med studier för Anders Trulson och perspektivlära för Fredrik Krebs och för Henry Nilsson gällande skulptureringskonst. Åren 1905–1906 var han elev hos Konstnärsförbundets skola i Stockholm och fortsatte 1909–1910 vid Konsthögskolan. Separat ställde han ut på Malmö museum 1946 och medverkade i ett stort antal samlingsutställningar bland annat med Skånes konstförening. Som tecknare har han utfört teckningar med motiv från skånska städer ofta med pittoreska gatu- och arkitekturbilder, några av dessa bilder samlade han i albumet Ängelholmsbilder som utgavs 1925. Som etsare arbetade han med figurmotiv och ett stort antal konstnärsporträtt och som skulptör utförde han mest porträtthuvuden.

## Konstverk
- 1913 - Etsat porträtt av professor A. Victor Bäcklund. Senare etsade han porträtt av Per Gummeson, Otto Hesselbom och Gustaf Rydberg. Porträttet av Kata Dahlström anses som ett av hans värdefullaste blad.
- 1921 - Etsade självporträtt.
- 1925 - Etsat självporträtt. Malmötrakten I och II, Gatukorsning vid Djäknegatan (St:P), Södra Förstadsg 47, Fiskeläget mellan hovrätten och valskvarnen
- 1925 - Portfölj med 31 teckningar av Ängelholm. Tryckt i Malmö.
- 1925–1928 - Teckningar från Helsingborg; Hotell Vegas gård. Hedströmska gården. Trappska gårdarna. Vetterlingska Möllan.
- 1926 - Norra Vallgatan 90, Vid södra promenaden, Kockums tomt mot Fersens väg, Skärsliparens kåk på Kockums tomt (teckning i blyerts) Slottsmöllan, Malmö I och II, Repslagaregatan 2 A (Södra gårdslängan), Skogholmsmöllan, Richterska gården (Engelbrektsgatan), Riddarsalen (f.d. Kyrksalen) i Malmöhus, Länsfängelset vid Malmöhus, Malmöhus gårdssidan före renoveringen, Malmöhus från sydväst, Hörnet av Djäkne- och Baltzarsgatorna (tidigare pastorsexpedition i S:t Petri, Auktionskammarens gård, Kalendergatan 3, Hotell Tunneln I och II, Södergatan 7, Grönegatan, Korsvirkeshus vid Morescobron.
- 1927 - Hörnhus södra promenaden gårdparti, Kv 4 S:t Gertrud, Konowska stiftelsen, Konowska stiftelsen hörnet mot nordväst, Centralstationen.
- Omkring 1930 - Malmöhus från väster, Västra kanontornet Malmöhus, Hantverksföreningens stiftelse Fabriksg 5, Jöns Filsg 13, Korsgatan, Söderg 7, Hjulhamsgatan, S. Förstadsg 38 (blyerts och rödkrita), Södra promenaden, "Strykjärnet", Bruksgatan.
- 1935 - Vid Kanalgatan, Vid norra Vallgatan, S:t Petri Kyrka I.
- Omkring 1940 - Utsikt mot S:t Petri genom Kalendegatan, Rörsjögatan åt söder sedd från n:r 8, Djäkneg 27, Vid Caroli kyrka, Slottsmöllan II, Malmö 9 april 1940 Utsikt från gårdsfönster i S. Förstadsgatan.
- 1943 - Långgärdsgränden n:r 15 och 13.
- 1944 - Malmöhus juli.
- 1945 - I hamnförvaltningskvarteret.